# インターコンチネンタル・ル・マン・カップ
インターコンチネンタル・ル・マン・カップ（通称：ILMC）は、2010年と2011年、世界各国を転戦して行われたスポーツカーの耐久レースである。
2012年FIA 世界耐久選手権に発展し、終焉した。

## 概要
2009年12月8日、フランス西部自動車クラブ（ACO)は「インターコンチネンタル・ル・マン・カップ」の創設を発表した。この提案は当初2009年6月に発表されていた。欧州（ル・マン・シリーズ）、北米（アメリカン・ル・マン・シリーズ）、アジア（アジアン・ル・マン・シリーズ）のシリーズを結んで、1992年以来途絶えているスポーツカーの世界選手権の復活を目指したものである。
シリーズはスポーツ・プロトタイプとGTで争われる。LMP1、GTはマニファクチャラーズタイトルも懸けられるが、少なくとも4つのエントリーがある場合、全てのクラスにカップが懸けられる。
開催初年度の2010年はLMS最終戦のシルバーストン、ALMSのプチ・ル・マン、そして珠海の3戦で行われた。翌2011年は日本の富士でも開催が予定されたが実現せず、セブリング12時間、ル・マン24時間を含む全7戦で開催された。
アウディ、プジョー、アストンマーティンのワークス参戦で、事実上世界選手権と呼べるシリーズに発展した。そして2011年6月3日、国際自動車連盟（FIA）とACOは2012年から1992年のSWC以来20年ぶりとなるスポーツカーの耐久世界選手権、FIA 世界耐久選手権の開催を発表した。ILMCは当初の目的を達成し終焉することとなった。

## 歴代チャンピオン
| シーズン | LMP1 チーム                | LMP2 チーム            | GT1 チーム                 | GT2/GTE Pro チーム                   | GTE Am チーム              |
| シーズン | LMP1 マニュファクチャー    |                        |                            | GT2/GTE マニュファクチャー           |                            |
| -------- | -------------------------- | ---------------------- | -------------------------- | ------------------------------------ | -------------------------- |
| 2010     | プジョー・スポール・トタル | オーク・レーシング     | ラルブル・コンペティション | チーム・フェルバーマイヤー・プロトン | Not held                   |
| 2010     | プジョー                   |                        |                            | フェラーリ                           |                            |
| 2011     | プジョー・スポール・トタル | シグナテック・ニッサン | Not held                   | AFコルセ                             | ラルブル・コンペティション |
| 2011     | プジョー                   |                        |                            | フェラーリ                           |                            |

## スケジュール

### 2011年
|       | 開催日        | 開催サーキット         | 優勝ドライバー                       | 優勝車                |
| ----- | ------------- | ---------------------- | ------------------------------------ | --------------------- |
| 第1戦 | 3月19日       | セブリング             | ラピエール／デュバル／パニス組       | プジョー・908 HDi FAP |
| 第2戦 | 5月8日        | スパ・フランコルシャン | ヴルツ／デビッドソン／ジェネ組       | プジョー・908         |
| 第3戦 | 6月11日〜12日 | ル・マン               | フェスラー／ロッテラー／トレルイエ組 | アウディ・R18 TDI     |
| 第4戦 | 7月3日        | イモラ                 | ボーデ／デビッドソン組               | プジョー・908         |
| 第5戦 | 9月11日       | シルバーストン         | ボーデ／パジェノ組                   | プジョー・908         |
| 第6戦 | 10月1日       | ロードアトランタ       | モンタニー／サラザン／ヴルツ組       | プジョー・908         |
| 第7戦 | 11月13日      | 珠海                   | ボーデ／デビッドソン組               | プジョー・908         |

- 優勝車の項目は、LMP1クラスのみ表示。

### 2010年
|       | 開催日  | 開催サーキット   | 優勝ドライバー             | 優勝車                |
| ----- | ------- | ---------------- | -------------------------- | --------------------- |
| 第1戦 | 9月12日 | シルバーストン   | ミナシアン／デビッドソン組 | プジョー・908 HDi FAP |
| 第2戦 | 10月2日 | ロードアトランタ | ラミー／サラザン組         | プジョー・908 HDi FAP |
| 第3戦 | 11月7日 | 珠海             | サラザン／モンタニー組     | プジョー・908 HDi FAP |

- 優勝車の項目は、LMP1クラスのみ表示。

## 参照
1. ↑  ACO links Le Mans series' with Intercontinental Cup - Motorsport.com, December 8, 2009
2. ↑  ACO adds trophies, expands driving school - Motorsport.com, June 11, 2009
3. ↑  LMP1 teams urged into more series - Autosport, June 11, 2009
4. ↑  Le Mans Intercontinental Cup – GT2 added! - Planet Le Mans, March 19, 2010
5. ↑  http://www.planetlemans.com/2011/06/03/fia-announces-world-endurance-championship/